# دميترو ليونوف
دميترو ليونوف (بالأوكرانية: Леонов Дмитро Валерійович)‏ هو لاعب كرة قدم أوكراني في مركز الوسط، ولد في 6 نوفمبر 1988 في إيفباتوريا في روسيا. شارك مع منتخب أوكرانيا تحت 18 سنة لكرة القدم ومنتخب أوكرانيا تحت 19 سنة لكرة القدم. أما مع النوادي، فقد لعب مع FC Arsenal-Kyivshchyna Bila Tserkva ‏.

## وصلات خارجية
- دميترو ليونوف على موقع اتحاد أوكرانيا (الإنجليزية)
- دميترو ليونوف على موقع قاعدة بيانات كرة القدم.إي يو (الإنجليزية)
- دميترو ليونوف على موقع Soccerway.com (الإنجليزية)